# Pholidoscelis major
Pholidoscelis major е изчезнал вид влечуго от семейство Teiidae.

## Разпространение
Видът е бил ендемичен за Мартиника.